# گورستان خوشه مهر
قبرستان خوشه مهر مربوط به دوران‌های تاریخی پس از اسلام است و در شهرستان بناب، بخش مرکزی، روستای خوشه مهر واقع شده و این اثر در تاریخ ۲۷ مرداد ۱۳۸۲ با شمارهٔ ثبت ۹۷۰۸ به‌عنوان یکی از آثار ملی ایران به ثبت رسیده است.